# O okręgach podatkowych
O okręgach podatkowych lub O symmoriach stgr. περὶ τῶν Συμμοριῶν – pierwsza mowa polityczna Demostenesa, wchodząca w skład Corpus Demosthenicum pod numerem 14. Wygłoszona w 354 roku p.n.e. dotyczyła kwestii finansowania budowy i utrzymania trier.
Mowa O okręgach podatkowych z 354 roku p.n.e. jest pierwszą chronologicznie (spośród zachowanych) polityczną mową Demostenesa wygłoszoną na Eklezji. Mówca przedstawia w niej propozycje zmian w sposobie finansowania budowy i utrzymania trier. Polityk przedstawia w niej także swoją wizję stosunków z Persją. Jego zdaniem podjęcie wojny z królem perskim jest nierealne, wymagałoby bowiem zjednoczenia całej Hellady.